# انتسو بیاجی
انتسو بیاجی (ایتالیایی: Enzo Biagi؛ تلفظ ایتالیایی: [ˈɛntso ˈbja:dʒi]؛ ۹ اوت ۱۹۲۰ – ۶ نوامبر ۲۰۰۷) مجری تلویزیون، پارتیزان، کارگردان فیلم، فیلم‌نامه‌نویس، سیاستمدار، نویسنده، سردبیر و روزنامه‌نگار اهل ایتالیا بود. وی بابت مشارکت‌هایش برندهٔ جوایز متعددی شده است.
او مدت‌ها یکی از ستون‌نویسان روزنامهٔ کوریره دلا سرا بود.